# STAR PLANET
STAR PLANET（スタープラネット、通称：スタプラ）は、芸能事務所スターダストプロモーション第三事業部に属する女性アイドルセクション（部門）である。ももいろクローバーZ、私立恵比寿中学、超ときめき♡宣伝部などにより構成されている。
旧名称はSTARDUST PLANET（スターダストプラネット）である。

## 概要
2017年にスターダストプロモーションが同事務所初の女性アイドルセクション（部門）としてSTARDUST PLANET（現 STAR PLANET）を創設した。
以下は所属アイドルグループ一覧である。
- ももいろクローバーZ
- 私立恵比寿中学
- TEAM SHACHI
- 超ときめき♡宣伝部[注 1]
- ばってん少女隊
- いぎなり東北産
- AMEFURASSHI
- ukka
- LumiUnion
- スタプラ研究生

2008年にスターダストプロモーションの芸能3部（現 第三事業部）から事務所初となる常設のアイドルグループ「ももいろクローバー」（2011年にももいろクローバーZへ改名）が結成された。
続いて妹分として、
- 私立恵比寿中学（2009年結成）
- チームしゃちほこ（2011年結成、2018年にTEAM SHACHIへ改名）

などが結成された。
芸能3部（現 第三事業部）は、2014年から女性俳優部門の「SECTION3」と女性アイドル部門の「SECTION3 IDOL」に分けられ、3B junior（スリービー ジュニア）という育成メンバーによるグループは「SECTION3 IDOL」に属することになった。
2017年10月2日、「SECTION3 IDOL」に他部署の女性アイドルグループ（芸能3部（現 第三事業部）「SECTION3」からときめき♡宣伝部、芸能2部（現 第二事業部）からCROWN POP）が合流し「STARDUST PLANET」（現 STAR PLANET）（通称：スタプラ）が誕生した。
2024年6月13日、部署名が「STARDUST PLANET」から「STAR PLANET」に変更された。

### 旧 3B junior

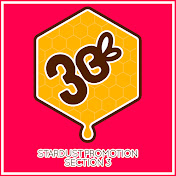
（旧）3B junior時代末期のロゴマーク。2014年1月1日に発売されたシングルCD『七色のスターダスト』のジャケットに付されている。

かつては、芸能3部（現 第三事業部）の高校生以下の女性タレント全員が属し、演技レッスンの一環として歌やダンスの発表活動を行うための部署が「（旧）3B junior」であった。そのため、いずれかのグループ（ももいろクローバーZなど）に属している場合でも高校生以下であれば3B juniorのメンバーであり、高校卒業と同時に3B juniorから外れる仕組みになっていた。
名前の由来は、芸能3部（当時）と3年B組金八先生の掛け合わせである。
2014年から芸能3部（現 第三事業部）の高校生以下の女性タレントの所属部門を女性俳優部門の「SECTION3」と女性アイドル部門の「SECTION3 IDOL」に分割した。これまで芸能3部（現 第三事業部）の高校生以下のタレント育成機関という位置づけであった3B juniorは「SECTION3 IDOL」の管轄となった。これにより、当時どのグループにも属さない「SECTION3 IDOL」のタレントのみで構成されることとなった。
2014年11月1日から「（新）3B junior」という独立したアイドルグループとして活動が開始された。

## 所属グループ
| グループ名          | メンバー | 概要 |
| ------------------- | --- | --- |
| ももいろクローバーZ | - 百田夏菜子 - 玉井詩織 - 佐々木彩夏 - 高城れに | - 2008年5月17日結成。愛称はももクロ、ももクロちゃん。 - 「ピュアな女の子が、幸せを運びたい」という意味を込め、「ももいろクローバー」として結成。 - 2010年5月5日、メジャーデビュー。現在はEVIL LINE RECORDSに所属。 - 2011年4月11日、グループ名を「ももいろクローバー」から「ももいろクローバーZ」へと改名。 |
| 私立恵比寿中学      | - 真山りか - 安本彩花 - 中山莉子 - 桜木心菜 - 小久保柚乃 - 風見和香 - 桜井えま - 仲村悠菜                                                                      | - 2009年8月4日結成。愛称はえびちゅう、エビ中。 - グループ名の「恵比寿」はスターダストプロモーションの本社所在地である東京都渋谷区恵比寿に由来する。 - 「永遠に中学生」というコンセプトを掲げている。 - 2012年5月5日、メジャーデビュー。現在はエスエムイーレコーズに所属。 - 年上組は「高学年メンバー／私立恵比寿中学（姉）」（真山・安本・中山）、年下組は「低学年メンバー／私立恵比寿中学（妹）」（桜木・小久保・風見・桜井・仲村）と分けられている。 |
| TEAM SHACHI         | - 秋本帆華 - 咲良菜緒 - 大黒柚姫 - 坂本遥奈 | - 2011年9月11日に結成・お披露目。読みは「チームシャチ」。旧グループ名は「チームしゃちほこ」。愛称はシャチ。 - メンバーは全員愛知県出身で名古屋在住メンバーで構成されており、名古屋を拠点として活動している。 - ワーナーミュージック・ジャパンから2012年10月31日に名古屋メジャーデビュー、2013年6月19日に全国メジャーデビュー。現在はプライベートレーベルであるワクワクレコーズに所属。 - 2018年10月23日、チームしゃちほこからTEAM SHACHIに改名。(読みはチームを除いた「シャチ」であった。) - 2021年10月23日のグループ名変更3周年を機にグループ名の読みを「シャチ」から「チームシャチ」へ変更した。 - 2025年12月に解散予定。 |
| 超ときめき♡宣伝部   | - 辻野かなみ - 杏ジュリア - 坂井仁香 - 小泉遥香 - 菅田愛貴 - 吉川ひより                                                                                        | - 2015年4月11日結成。愛称は超とき宣、とき宣。芸能3部（現 第三事業部）の女性俳優部門「SECTION3」所属タレントで女性俳優育成グループ「私立輝女学園」メンバーより選抜されて結成。 - 「ときめく何かを宣伝するために彼女たちは今日も歌う」というコンセプトで活動するグループ。 - 2016年11月9日、メジャーデビュー。現在はavex traxに所属。 - 2020年4月1日、ときめき♡宣伝部から超ときめき♡宣伝部に改名。 |
| ばってん少女隊      | - 希山愛 - 上田理子 - 春乃きいな - 蒼井りるあ - 柳美舞 - 浅井アヤネ - 逢里みう - 日南心那                                                                      | - 2015年6月21日結成。愛称はばっしょー。 - スターダストプロモーション福岡営業所に所属し、福岡を拠点に活動する。 - 2016年4月20日、ビクターエンタテインメントからメジャーデビュー。現在はプライベートレーベルであるBATTEN Recordsに所属。 |
| いぎなり東北産      | - 橘花怜 - 律月ひかる - 北美梨寧 - 安杜羽加 - 吉瀬真珠 - 桜ひなの - 藤谷美海 - 伊達花彩 - 葉月結菜                                                             | - 2015年8月9日結成。愛称は東北産。スターダストプロモーション仙台営業所のレッスン生ユニットとして結成。 - メンバーは全員が東北地方出身で、東北地方を中心に活動している。 - 「いぎなり」とは宮城県の方言で「たいへん」、「とても」、「すごく」の意味である。 - 年上組は「とうほくちゃん」（律月・北美・葉月・安杜・吉瀬）、年下組は「いぎなりちゃん」（橘・桜・藤谷・伊達）と分けられている。 |
| AMEFURASSHI         | - 愛来 - 市川優月 - 小島はな - 鈴木萌花 | - 2018年11月3日「アメフラっシ」結成。解散した3B juniorの意思を受け継ぐグループとして結成された。 - 2021年11月19日にグループ名の表記を「AMEFURASSHI」に変更。 |
| ukka                | - 村星りじゅ - 茜空 - 結城りな - 葵るり - 芹澤もあ - 宮沢友 - 若菜こはる                                                                                       | - 2015年5月結成。同年8月1日お披露目（デビュー日）。ウッカ。旧グループ名は「桜エビ〜ず」。私立恵比寿中学（エビ中）の研究生ユニットとして結成された。 - 2019年11月16日、桜エビ〜ずからukkaに改名。 - 2022年11月16日、テイチクエンタテインメントからメジャーデビュー。 |
| LumiUnion           | - 佐々木彩夏 - 内藤るな - 播磨かな - 田中咲帆 - 雪月心愛 - 里菜 - 千浜もあな - 青山菜花                                                                        | - 「浪江女子発組合」として2019年11月24日結成・お披露目。 - 総合プロデューサーはももいろクローバーZの佐々木彩夏。佐々木彩夏はももいろクローバーZと兼任している。 - 千浜もあな、青山菜花の両名はスタプラ研究生と兼任していたが、2024年6月9日より専属メンバーとなった。 - 2025年6月28日、グループ名を「浪江女子発組合」から「LumiUnion」に変更した。 |
| スタプラ研究生      | - 安井泉妃 - 黒坂美羽 - 白石るり - 高月凛々 - 嶋田莉奈 - 渡辺ゆう - 西村美海 - 白浜あや - 原田麻衣 - 鈴江珠莉 - 百瀬詩音 - ゆめ - みる - 華川ゆの - 香月りおな | - STARDUST PLANETの研究生グループ。 - 2019年、第1期スタプラ研究生が募集された。 - 2022年4月23日、TEAM SHACHIのツアーファイナルにてバックダンサーとしての出演が初舞台。 - 私立恵比寿中学に桜井えま、ukkaに宮沢友と若菜こはる（在籍時の芸名は「坂井小春」）、浪江女子発組合に千浜もあなと青山菜花、ばってん少女隊に逢里みう（スタプラ研究生加入直後に一ノ瀬みうから改名）を送り出している。 - 上記メンバー以外にかつて寺島由渚も所属していた。 - 白浜あやと卒業した青山菜花はB.O.L.T解散後にスタプラ研究生に所属した。 |

## 所属タレント
現在はタレントとしての所属者はいない。STAR PLANET所属のアイドルグループを卒業したメンバーが一時的にタレントとして所属することが多い。STAR PLANETのアイドルグループに所属していないSTAR PLANET所属タレントは基本的にはスタコミュ、無限会社スタプラ、スタプラアイドルフェスティバルなどのSTAR PLANETの各種イベントには関わらない。

## 過去の所属グループ
| グループ名         | メンバー | 備考 |
| ------------------ | --- | --- |
| 3B junior          | - 愛来 - 市川優月 - うらん - 大平ひかる - 奥澤レイナ - 小田垣陽菜 - 栗本柚希 - 小島はな - 斎藤夏鈴 - 鈴木萌花 - 中原咲耶 - 中村優 - 永山真愛 - 葉月智子 | - スリービージュニア。2014年11月から2018年11月まで活動していた女性アイドルグループ。 - 2018年11月に結成された新グループ「アメフラっシ」（現 AMEFURASSHI）に、愛来・市川・大平・小島・鈴木の5人が参加。 - (左記は活動終了時のメンバー。グループ結成時には宮前怜央、ロッカジャポニカメンバー、はちみつロケットメンバーも所属していた。) フジテレビNEXTの番組『清塚信也のガチンコ3B junior』から生まれたユニット（ガチンコ3、栗もえか など）については各ユニットのページを参照。 以下のグループ内ユニットについては「3B junior」や各ユニットのページを参照。 - ロッカジャポニカ（2016年12月18日まで所属） - はちみつロケット（2018年2月4日まで所属） - 奥澤村 - リーフシトロン - マジェスティックセブン - 中原咲耶のプロジェクト「さくちゃんとじぃじ」 |
| ロッカジャポニカ   | - 内藤るな - 高井千帆 - 平瀬美里 | - 2014年11月結成、2019年4月29日活動終了。愛称はロジャポ。3B junior内のユニットとして結成された。 - 2016年1月27日、キングレコードからメジャーデビュー。2016年12月18日、3B juniorから無期限武者修行に出る。 - 2019年7月に結成された新ユニットB.O.L.Tに、内藤・高井・平瀬の3人が参加。 - (左記は活動終了時のメンバー。メジャーデビュー時には椎名るか、内山あみも所属していた。) |
| はちみつロケット   | - 澪風 - 華山志歩 - 公野舞華 - 塚本颯来 - 播磨怜奈 - 森青葉                                                                                             | - 2014年10月29日結成。愛称ははちロケ。3B junior内のユニットとして結成された。 - ユニット名の由来は、「3B」の「ビー」が「蜂」、「みっつ」は「3」と掛けていて、「ロケット」は「飛び立てればいいね」という意味から。 - 2018年2月4日、3B juniorから無期限武者修行に出る。2018年3月7日、ポニーキャニオンからメジャーデビュー。 - 2020年4月26日をもって解散。 - 2020年6月に結成された新ユニットAwww!に、公野・播磨・森の3人が参加。 - (左記は活動終了時のメンバー。メジャーデビュー時には雨宮かのんも所属していた。) |
| Awww!              | - 公野舞華 - 播磨かな - 森青葉 - 田中海凪 - 中山碧瞳 | - 2020年6月20日結成。アウー。2020年4月に解散したはちみつロケットの3人に、メンバー2人を加えた5人による新グループとして誕生。 - 「Awww!」とは「カワイイ！」「キュンとした！」などの気持ちが反応する際に用いられるネットスラング。メンバー共通の思いとして、ファン1人1人のアクションに100点満点のレスを届けたい繋がっていきたいという気持ちが込められている。 - 2021年10月に活動終了。 - （左記は活動終了時のメンバー。） |
| たこやきレインボー | - 堀くるみ - 根岸可蓮 - 春名真依 - 彩木咲良 - 清井咲希                                                                                                  | - 2012年9月10日結成。愛称はたこ虹。 - 関西を拠点として活動していた。 - 2016年4月13日にavex traxからメジャーデビュー。 - 2021年5月9日をもってメンバー5人が卒業。充電期間を得て新プロジェクトを立ち上げる予定。 - 2022年3月31日、昨年5月に卒業したメンバー5人で予定していた新プロジェクトの立ち上げを断念。活動終了。 - （左記は活動終了時のメンバー。CDデビュー時には奈良崎とわも所属していた。） |
| B.O.L.T            | - 内藤るな - 高井千帆 - 青山菜花 - 白浜あや | - 2019年7月15日結成。ボルト。2019年4月に活動を終了したロッカジャポニカの3人（内藤・高井・平瀬）に、小学生2人を加えた5人による新グループとして誕生。 - 2019年11月15日からは内藤・高井・青山・白浜の4人組として活動をしている。 - 2020年7月15日、メジャーデビューとなる1stアルバムをEVIL LINE RECORDSから発売。 - 2023年4月15日をもって解散。 - （左記は解散時のメンバー。メジャーデビュー時には平瀬美里も所属していた。） |
| CROWN POP          | - 里菜 - 三田美吹 - 田中咲帆 - 藤田愛理 - 雪月心愛 | - 2015年8月8日結成。「芸能界で王冠を掴むためダンスを磨いて奮闘中」のコンセプトのもとに結成。 - ダンスが得意なメンバーで結成された次世代ダンスアイドルユニット。 - スターダストプロモーション 芸能2部（現 第二事業部）レッスン場からスタートした。 - 結成9周年記念日となる2024年8月8日をもって解散。 - （左記は解散時のメンバー。CDデビュー時には山本花織も所属していた。） |

## 過去の所属タレント
※ 備考の過去の所属グループは直近に所属していたグループを記載。
| 名前       | よみ            | 生年月日               | 血液型 | 出身地   | 身長    | 備考 |
| ---------- | --------------- | ---------------------- | ------ | -------- | ------- | --- |
| 果南       | かなん          | 2003年11月12日（21歳） | B型    | ハワイ   | 150cm   | 2022年に事務所を退所 |
| 堀くるみ   | ほり くるみ     | 1999年12月18日（25歳） |        | 兵庫県   |         | 元たこやきレインボーメンバー 新人部、スターダスト大阪に所属                                                                                            |
| 根岸可蓮   | ねぎし かれん   | 2000年11月18日（24歳） |        | 和歌山県 |         | 元たこやきレインボーメンバー デジタルエンターテイメントに所属                                                                                          |
| 春名真依   | はるな まい     | 2001年1月5日（24歳）   |        | 大阪府   |         | 元たこやきレインボーメンバー 新人部、スターダスト大阪に所属                                                                                            |
| 彩木咲良   | あやき さくら   | 2002年3月26日（23歳）  |        | 兵庫県   |         | 元たこやきレインボーメンバー 2023年に事務所を退所 |
| 清井咲希   | きよい さき     | 1999年8月5日（26歳）   |        | 大阪府   |         | 元たこやきレインボーメンバー 新人部、スターダスト大阪に所属                                                                                            |
| 柏木ひなた | かしわぎ ひなた | 1999年3月29日（26歳）  | B型    | 千葉県   | 156.2cm | 元私立恵比寿中学メンバー SDRに所属 |
| ディーン   | Dean            | 2003年4月26日（22歳）  | B型    | 群馬県   | 184cm   | 男性、エイミーの兄 2023年に事務所を退所 |
| エイミー   | Amy             | 2006年10月21日（18歳） | AB型   | 群馬県   | 161.5cm | ディーンの妹 2023年に事務所を退所 |
| 内藤るな   | ないとう るな   | 2000年12月23日（24歳） | O型    | 東京都   |         | 元B.O.L.Tメンバー デジタルエンターテイメントに所属 LumiUnionメンバー                                                                                   |
| 高井千帆   | たかい ちほ     | 2001年11月20日（23歳） | B型    | 東京都   | 160.5cm | 元B.O.L.Tメンバー 制作3部（現 第三事業部）に所属 |
| 永山真愛   | ながやま まあり | 2002年9月1日（22歳）   | B型    | 神奈川県 |         | 元3B juniorメンバー 2023年に事務所を退所 |
| うらん     | うらん          | 1999年10月12日（25歳） | O型    | 東京都   |         | 元3B juniorメンバー 2024年に事務所を退所 |
| 播磨かな   | はりま かな     | 2002年2月13日（23歳）  | A型    | 神奈川県 |         | 元Awww!メンバー スタプラ→デジタルエンターテイメント→スタプラ 2024年7月までスタプラ「タレント」欄に載っていた LumiUnionメンバーの一員としてスタプラ所属 |
| 寺島由渚   | てらしま ゆな   | 2008年2月25日（17歳）  | A型    | 東京都   | 157cm   | 元スタプラ研究生メンバー 2024年12月31日付で事務所を退所                                                                                                |

## 略歴
小目次: （2014 - 2015 - 2016 - ）2017 - 2018 - 2019 - 2020 - 2021 - 2022 - 2023 - 2024 - 2025

### 2008年
- 05月17日、ももいろクローバー結成。

### 2009年
- 08月04日、私立恵比寿中学結成。

### 2010年
- 05月05日、ももいろクローバーがメジャーデビュー。

### 2011年
- 04月11日、ももいろクローバーが「ももいろクローバーZ」に改名。
- 09月11日、チームしゃちほこ結成。

### 2012年
- 05月05日、私立恵比寿中学がメジャーデビュー。
- 09月10日、たこやきレインボー結成。
- 10月31日、チームしゃちほこが名古屋メジャーデビュー。

### 2013年
- 01月05日 - 6日、スタダ芸能3部祭り2013を開催。
- 06月19日、チームしゃちほこが全国メジャーデビュー。

### 2014年
- 01月04日、3Bjunior LIVE FINAL 俺の藤井 2014を開催[8]。
- 11月01日、アイドルグループとしての3B juniorが本格活動開始。
- 11月24日、3B juniorお披露目。はちみつロケットとロッカジャポニカ[注 7]も初登場。

### 2015年
- 01月06日 - 12日、ふじいとヨメの七日間戦争を開催[9]。
- 04月11日、ときめき♡宣伝部結成。
- 05月、桜エビ〜ず（のちのukka）発足。
- 06月21日、ばってん少女隊結成。0
- 08月01日、桜エビ〜ず（のちのukka）お披露目。（デビュー日）
- 08月08日、CROWN POP結成。
- 08月09日、いぎなり東北産結成。

### 2016年
- 01月08日 - 9日、俺の藤井 2016 in さいたまスーパーアリーナ〜Tynamite!!〜を開催[10][11]。
- 01月27日、ロッカジャポニカがメジャーデビュー。
- 04月13日、たこやきレインボーがメジャーデビュー。
- 04月20日、ばってん少女隊がメジャーデビュー。
- 04月28日、『清塚信也のガチンコ3B junior』（フジテレビNEXT）放送開始。
- 11月09日、ときめき♡宣伝部がメジャーデビュー。

### 2017年

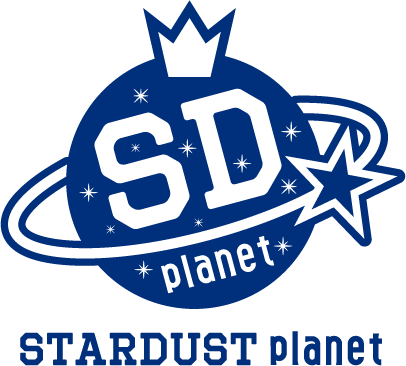
STARDUST PLANET時代のロゴマーク

- 01月07日-8日、俺のネクストガール2017 〜もちろん藤井〜を開催[12]。
- 08月05日 - 6日、ももいろクローバーZ「ももクロ夏のバカ騒ぎ2017」でのサテライトパーク「ヤジスタ SIF しがこうげんアイドルフェスティバル」に10グループが出演[注 8]。
- 10月02日、STARDUST PLANET発足。
- 10月26日、『清塚信也のガチンコスターダストプラネット』（フジテレビNEXT）放送開始。
- 12月31日、第1回 ももいろ歌合戦開催。

### 2018年
- 01月 - 6月、STARDUST PLANET プレゼンツAKIBAカルチャーズ定期公演〜スタプラメンバーが笑顔と元気をお届け！ネクストジェネレーションズLIVE〜を12回開催[注 9][13][14]。
- 02月17日、AbemaTVにて『ももクロ・エビ中緊急生特番！STARDUSTPLANET発足記念大感謝パーティー』を配信[15]。
- 03月07日、はちみつロケットがメジャーデビュー。
- 04月09日、『コアラモード.小幡康裕のガチンコスターダストプラネット』（フジテレビNEXT）放送開始。
- 04月21日 - 22日、ももいろクローバーZ「ももクロ春の一大事2018」サテライトパーク「SFP-しがフレンドパーク-」に6グループが出演[注 10]。
- 06月29日、「スタプラ東京Vol.1」を開催[16][注 11]。
- 07月28日、夏S 2018 ももクロトリビュート 〜みんなで10周年をお祝いしちゃうぞ！〜を開催[17]。
- 08月04日 - 5日、ももいろクローバーZ「Momoclo Mania 2018」のサテライトパーク「FUMIHIKO PICNIC 2018」に6グループが出演[注 12]。
- 08月20日、「スタプラ東京Vol.2」を開催[18][注 13]。
- 10月10日、「スタプラ東京Vol.2.5」を開催[19][注 14]。
- 10月23日、「チームしゃちほこ」が「TEAM SHACHI」に改名。「TEAM SHACHI」の読みはチームを除いた「シャチ」であった。
- 11月03日、3B juniorが活動終了。アメフラっシ結成[20]。
- 11月12日、「スタプラ東京vol.3」を開催[21][注 15]。
- 12月24日 - 25日、ももいろクローバーZ「ももいろクリスマス2018」のサテライトパーク「堀アキラ」に3グループが出演[注 16]。
- 12月31日、第2回 ももいろ歌合戦開催。

### 2019年
- 01月14日、「初S 2019」を開催[22][注 17]。
- 04月20日 - 21日、ももいろクローバーZ「ももクロ春の一大事2019」サテライトパーク「ウォー太郎パーク」に3グループが出演[注 18]。
- 04月29日、ロッカジャポニカが活動終了。
- 05月24日、「ライブスタイルダンジョン」を開催[注 19]。桜エビ〜ずが優勝。
- 07月15日、B.O.L.T結成。
- 08月04日、ももいろクローバーZ「MomocloMania2019」サテライトパーク「TOKOROZAWA Music & Art FES'19」に3グループが出演[注 20]。
- 08月04日、「スタプラローカリズム vol.1 〜狼煙をあげろ in 台湾〜」を開催[23][注 21]。
- 08月31日、「スタプラ研究生」第一期生オーディション締め切り。
- 10月03日、「ライブスタイルダンジョン vol.2」を開催[24][注 22]。アメフラっシが優勝。
- 10月04日、『ももクロと行く! 〜スターダストプロモーションのアイドルたちが日本全国制覇をしちゃう旅〜』（BS日テレ）が放送開始。
- 11月16日、桜エビ〜ずが「ukka」に改名。
- 11月24日、浪江女子発組合がお披露目。
- 12月14日、アメフラっシから大平ひかるが脱退[25]。
- 12月24日 - 25日、ももいろクローバーZ「ももいろクリスマス2019」埼玉公演のサテライトパーク「堀アキラ パート2」に5グループが出演[注 23]。
- 12月31日、第3回 ももいろ歌合戦開催[注 24]。

### 2020年
- 01月19日、「『ミューコミプラス』 presents スタプラアイドルフェスティバル〜今宵、シンデレラが決まる〜」を開催[26]。シンデレラに三田美吹（CROWN POP）が選出。
- 04月01日、ときめき♡宣伝部が「超ときめき♡宣伝部」に改名。
- 04月05日、YouTubeにて「チャレンジ！推し売りプラネット！〜アイドルも家にいろ！〜」を配信[27]。
- 04月26日、はちみつロケットが解散。
- 06月20日、Awww!結成。
- 06月29日 - 7月08日、ニコニコ生放送で『ニコS』10日間連続生放送を実施[28]。
- 07月15日、B.O.L.Tがメジャーデビュー。
- 07月23日、ニッポン放送 ホリデースペシャル『太田胃散プレゼンツ スタプラアイドルラジオ』放送[29]。
- 09月、ニコニコ生放送『ニコSオンラインライブ』配信[注 25][30]。
- 10月13日、スターダストプラネット特別企画 「STARDUST PLANET ECO BAG COLLECTION」発表[31]。スタプラ所属の全グループがトート型エコバッグを制作・販売した。
- 11月30日、通販サイト「はるえ商店」と「STARDUST STORE」を統合し、新しい通販サイト「MAILIVIS（メイリビス）」としてリニューアルオープンした。
- 12月06日、ニコニコ生放送にて『スタプラローカリズム vol.2 〜ニコSハイパー運動会〜』を配信[32][33][注 26]。
  - 2021年2月26日、ニコニコ生放送にて『【TEAM SHACHI、ばってん少女隊、いぎなり東北産とみよう】スタプラローカリズム vol.2 〜ニコSハイパー運動会〜』を配信[34][注 27]。
- 12月31日、第4回 ももいろ歌合戦開催[注 28]。

### 2021年
- 01月16日、YouTubeにて『スタプラアイドルフェス・ラジオ』を配信[35]。
- 05月09日、たこやきレインボーがグループから卒業。
- 08月08日、「柚姫の部屋フェス」を開催[注 29][36][37]。7グループが出演。
- 10月23日、「TEAM SHACHI」がグループ名変更3周年を機に「TEAM SHACHI」の読みを「シャチ」から「チームシャチ」へ変更した。
- 10月30日、「『ミューコミVR』 presents スタプラアイドルフェスティバル〜今宵、2人目のシンデレラが決まる〜」を開催[38][39]。2人目のシンデレラに橘花怜（いぎなり東北産）が選出。この公演をもってAwww!が活動終了。
- 11月03日、『ホリデースペシャル　ミューコミVR〜スタプラアイドルフェスラジオ〜』（ニッポン放送）放送。
- 11月19日、アメフラっシが「AMEFURASSHI」に改名[40][41]。
- 12月07日、スターダストプラネット公式動画配信サービス「スタコミュ」WEB先行リリース。
- 12月23日、スタプラ公式アプリ（Android / iOS）「スタコミュ」をリリース[42]。
- 12月31日、第5回 ももいろ歌合戦開催[注 30]。

### 2022年
- 03月31日、『スターダストプラネットへきくちから』（フジテレビNEXT）が放送。
- 04月23日 - 24日、ももいろクローバーZ「ももクロ春の一大事2022」サテライトパーク「きてくんちぇパーク」に4グループが出演[注 31]。
- 04月23日、スタプラ研究生の初ステージ[43]。
- 09月23日、「柚姫の部屋フェス2022」を開催[注 32][44]。5グループが出演。
- 10月01日、『いぎなり東北産・橘花怜のスタプラアイドルラジオ』（毎週土曜21:20-21:30、ニッポン放送）放送開始。
- 11月16日、ukkaがメジャーデビュー。
- 12月31日、第6回 ももいろ歌合戦開催[注 33]。

### 2023年
- 01月06日、ニッポン放送『いぎなり東北産・橘花怜のスタプラアイドルラジオ 増刊号』が放送。
- 01月14日、「スタプラアイドルフェスティバル〜今宵、シンデレラグループが決まる〜powered by スタプラアイドルラジオ」を開催。シンデレラグループにいぎなり東北産。
- 02月03日、タイ・バンコクにてされたイベント「EXPRESS JAPAN LIVE "THE IMPACT" at JAPAN EXPO THAILAND 2023」に3グループが出演[注 34]。
- 03月02日、YouTubeチャンネル『やかんとアイドル』のイベント「東京やかんランド vol.1」を開催。
- 03月06日、ABEMAにて『第1回スタコミュAWARD 〜初の栄冠は誰の手に!?〜』を配信。動画配信サービス「スタコミュ」の表彰式企画。
- 04月09日、スタプラ研究生が初となるライブイベントを開催。
- 04月15日、B.O.L.Tが解散。
- 04月17日、テレ朝動画logirl『川上アキラのひとりふんどしGirl』が配信開始[注 35]。
- 06月03日、「柚姫の部屋フェス2023」を開催。4グループが出演[注 36]。
- 06月04日、寺島由渚が前日6月3日のステージをもってスタプラ研究生の活動から離れることを発表した[45]。
- 06月06日、「東京やかんランド vol.2」を開催。
- 09月06日、「東京やかんランド vol.3「鶯谷のばら」」を開催。
- 09月11日、トライアングルプラネット vol.1を開催[注 37][46]。
- 09月30日、「スタプラローカリズム vol.3 〜姉妹都市にするで！くいだおれ大阪たこやきシティ編〜」を開催[注 38]。
- 10月29日、スタプラアイドルフェスティバル〜秋の新曲収穫祭〜を開催。
- 12月31日、第7回 ももいろ歌合戦開催[注 39]。

### 2024年
- 04月01日、スターダストプラネット新プロジェクトとして「無限会社スタプラ」が開始され、スタプラメンバー11組69名勢揃いで「スターダストプラネット 新プロジェクト記者発表会」が行われた[47]。5月18日よりコラボレーションの応募受付が開始された[48]。
- 04月01日、『サクッと!エクササイズ スタプラ』（フジテレビ）の放送が開始された。週替わりでスタプラメンバーが登場するミニ番組である。初回放送はももいろクローバーZが出演した。
- 06月08日、スタプラ研究生と浪江女子発組合と兼任している千浜もあな、青山菜花の両名がスタプラ研究生を卒業[49]。
- 06月09日、前日スタプラ研究生を卒業した千浜もあな、青山菜花の両名が浪江女子発組合専属メンバーとなった[49]。
- 06月13日、部署名が「STARDUST PLANET」から「STAR PLANET」に変更された[注 40]。
- 08月08日、CROWN POPが解散した。
- 09月30日、『サクッと!エクササイズ スタプラ』（フジテレビ）が最終回を迎えた[50]。
- 10月06日、スタプラ研究生に一ノ瀬みう（現 逢里みう）、百瀬詩音、ゆめ、みるの4名が加入した[51]。
- 10月15日、スタプラ研究生の一ノ瀬みうが逢里みうに改名した[52]。
- 11月22日・23日、STARDUST THE PARTY 2024が横浜BUNTAIにて開催された[53]。
- 11月25日、同日付で星名美怜が私立恵比寿中学との契約終了となり、スターダストプロモーションを退所した[54][55]。
- 12月7日、ばってん少女隊の瀬田さくらが福岡・UNITEDLABにて開催された「瀬田さくら卒業公演 -桜歌爛漫-」をもってばってん少女隊を卒業した[56]。なお瀬田は同年12月末日をもってスターダストプロモーションを退所した[57]。
- 12月31日、第8回 ももいろ歌合戦開催。
- 12月31日、STAR PLANET所属タレントであった寺島由渚がスターダストプロモーションを退所した。

### 2025年
- 2月28日、TEAM SHACHIが2025年12月に解散することが発表された[58]。
- 3月10日 - 17日、ばってん少女隊の新体制のメンバーが1日ごとに一人ずつ発表された。新メンバーとして逢里みう（10日[59]）、日南心那（13日[60]）、浅井アヤネ（17日[61]）の加入が発表された。なおスタプラ研究生メンバーであった逢里みうはばってん少女隊への加入が発表された3月10日をもってスタプラ研究生での活動を終了することが発表された[62]。
- 3月30日、スタプラ研究生に華川ゆの、香月りおなの2名が加入した[63]。
- 3月30日、私立恵比寿中学の小林歌穂が2025年6月28日をもって卒業することが発表された[64]。
- 6月28日、浪江女子発組合がグループ名を「LumiUnion」に改名した[65]。
- 6月28日、私立恵比寿中学の小林歌穂が私立恵比寿中学ワンマンライブ小林歌穂 卒業式「ぽ～EVER ―消えない落書き―」をもってグループを卒業し、同日付でスターダストプロモーションを退所した[66][67]。

## 作品
2014年以前の旧 3B juniorの作品は「3B junior#旧_3B_junior」を参照。

### 書籍
- ムック『日経エンタテインメント！ スターダストプラネット公式Special Book』（2018年7月19日、日経BP、ISBN 9784822292546）

### 映像作品
「俺の藤井 2016」の映像作品についても記載する。
- （俺の藤井 2016）
  - 俺の藤井 2016 in さいたまスーパーアリーナ～Tynamite!!〜 第1回 ワンデイワールドリーグ戦&やっぱりライブ!スタフェス〜2016〜（2016年5月25日、SDR、ZXRB-3014）
  - 俺の藤井 2016 in さいたまスーパーアリーナ～Tynamite!!〜 第1回 ワンデイワールドリーグ戦（2016年5月25日、SDR、ZXRB-3010）
  - 俺の藤井 2016 in さいたまスーパーアリーナ～Tynamite!!〜 やっぱりライブ!スタフェス〜2016〜（2016年5月25日、SDR、ZXRB-3012）
- 夏S 2018 ももクロトリビュート 〜みんなで10周年をお祝いしちゃうぞ!〜 Complete Box（2019年3月27日、スターダストプロモーション、DDXV-91001）
- スタプラアイドルフェスティバル2023（2023年7月26日、スターダストプラネット、DDXV-91003）

### We Are "STAR"
2018年7月28日に開催された「夏S 2018 ももクロトリビュート 〜みんなで10周年をお祝いしちゃうぞ！〜」に向けて、2018年7月21日にリリースされた音源集。
1. We Are "STAR"（作詞・作曲：水野良樹、編曲：nishi-ken、総勢12組が参加）
  - ももいろクローバーZ
  - 私立恵比寿中学
  - チームしゃちほこ
  - たこやきレインボー
  - ロッカジャポニカ
  - ばってん少女隊
  - ときめき♡宣伝部
  - はちみつロケット
  - 3B junior
  - いぎなり東北産
  - 桜エビ〜ず
  - CROWN POP
2. CatWalk / KAMOSHIKA（作詞・作曲：浅利進吾、編曲：CMJK、美脚ユニット7名が参加）
  - 玉井詩織（ももいろクローバーZ）
  - 星名美怜（私立恵比寿中学）
  - 彩木咲良（たこやきレインボー）
  - 高井千帆（ロッカジャポニカ）
  - 坂井仁香（ときめき♡宣伝部）
  - 森青葉（はちみつロケット）
  - 橘花怜（いぎなり東北産）
3. NEMIMIに耳ーズ / 耳ーズ（作詞・作曲・編曲：藤田卓也、耳に特徴があるユニット4名が参加）
  - 秋本帆華（チームしゃちほこ）
  - 瀬田さくら（ばってん少女隊）
  - 辻野かなみ（ときめき♡宣伝部）
  - 水春（桜エビ〜ず）
4. ハラハラGood!Good! / GIANTS HORSE（作詞：EIGO、作曲・編曲：Haruhito Nishi、高身長ユニット5名が参加）
  - 春名真依（たこやきレインボー）
  - 律月ひかる（いぎなり東北産）
  - 雨宮かのん（はちみつロケット）
  - 藤田愛理（CROWN POP）
  - 里菜（CROWN POP）
5. フクキタルン / 七福みゅ〜ず（作詞・作曲・編曲：浅野尚志、アニソン好きユニット7名が参加）
  - 真山りか（私立恵比寿中学）
  - 大黒柚姫（チームしゃちほこ）
  - 根岸可蓮（たこやきレインボー）
  - 椎名るか（ロッカジャポニカ）
  - 澪風（はちみつロケット）
  - 斎藤夏鈴（3B junior）
  - 田中咲帆（CROWN POP）
6. 夢は何千回も逃げていく / 歌馬之介（作詞：松隈ケンタ×JxSxK、作曲：松隈ケンタ、編曲：SCRAMBLES、歌うまユニット3名が参加）
  - 栗本柚希（3B junior）
  - 伊達花彩（いぎなり東北産）
  - 川瀬あやめ（桜エビ〜ず）

## 出演
- 『清塚信也のガチンコ3B junior』（フジテレビNEXT、2016年4月28日 - 2017年10月8日）[69]（※STARDUST PLANET発足前の時期も含む。）
- 『清塚信也のガチンコスターダストプラネット』（フジテレビNEXT、2017年10月26日 - 2018年3月15日）[69]
- 『コアラモード.小幡康裕のガチンコスターダストプラネット』（フジテレビNEXT、2018年4月9日 - 2023年3月16日）[69]
- 『ももクロと行く! 〜スターダストプロモーションのアイドルたちが日本全国制覇をしちゃう旅〜』（BS日テレ、2019年10月4日 - 2021年3月27日）[70]
- 『やかんとアイドル』（YouTube、2022年9月30日 - ）[71]
- 『いぎなり東北産・橘花怜のスタプラアイドルラジオ』（ニッポン放送、2022年10月1日 - 2023年3月25日）[72]
- 『サクッと!エクササイズ スタプラ』（フジテレビ、2024年4月1日 - 9月30日）[73]

### スタプラアイドルラジオ
『いぎなり東北産・橘花怜のスタプラアイドルラジオ』は、ニッポン放送のラジオ番組。第2回のスタプラフェスでシンデレラとなった橘花怜（いぎなり東北産）の冠番組。2022年10月1日から2023年3月25日まで毎週土曜21時20分から21時30分に放送されていた。
第3回のスタプラフェス開催を翌週に控えた2023年1月8日に『いぎなり東北産・橘花怜のスタプラアイドルラジオ 増刊号』を放送した。ゲストは、真山りか（私立恵比寿中学）、秋本帆華（TEAM SHACHI）、辻野かなみ（超ときめき♡宣伝部）、市川優月（AMEFURASSHI）、葵るり（ukka）。ばってん少女隊、CROWN POP、B.O.L.T、播磨かなもコメント出演した。

## イベント
小目次: （2015年1月 - 2016年1月 - 2017年1月 - ）2018年7月 - 2019年1月 - 2020年1月 - 2021年10月 - 2023年1月 - 2023年10月 - 2024年11月
STAR PLANET（旧 STARDUST PLANET）所属タレントが出演する「スタプラアイドルフェスティバル」（スタプラフェス）などを開催している。STARDUST PLANET発足前（2015-2017年）のイベントについても記載する。「俺の藤井 2014」などの2014年以前に開催されたイベントについては「3B junior#イベント」を参照。

### ふじいとヨメの七日間戦争
2015年1月6日〜12日に日本青年館 大ホールで開催されたイベント（7日間、全15公演）。
| 開催日  | 公演名                            | 出演 |
| ------- | --------------------------------- | --- |
| 1月6日  | 俺のももクロライブ                | ももいろクローバーZ |
| 1月7日  | 俺のイエローサミット              | 玉井詩織（ももいろクローバーZ） 小林歌穂（私立恵比寿中学） 伊藤千由李（チームしゃちほこ） 清井咲希（たこやきレインボー） |
| 1月7日  | 俺のエビ中ライブ                  | 私立恵比寿中学 |
| 1月7日  | 俺らの音楽                        | 佐藤守道（スターダスト音楽出版） 石崎裕士（スターダスト音楽出版） 花形渉（スターダスト音楽出版） 他                      |
| 1月8日  | 俺の 3Bjr in 日本青年館(スタート) | 3B junior・新ユニット |
| 1月8日  | 俺のたこ虹ライブ                  | たこやきレインボー オープニングアクト：F-girls （福岡営業所、ばってん少女隊の前身）                                      |
| 1月8日  | 俺らの超職員会議                  | 私立恵比寿中学職員 藤井ユーイチ校長 近藤キネオ先生 かりそめ先生（石崎裕士） 他                                           |
| 1月9日  | 俺の人見知りサミット              | 安本彩花 星名美怜（代役） 柏木ひなた（私立恵比寿中学） 葵わかな（代役） 高城れに（代役 ももいろクローバーZ）             |
| 1月9日  | 俺のしゃちほこライブ              | チームしゃちほこ |
| 1月9日  | 俺らのダンサーズナイト            | REI（チームしゃちほこ担当） 續いくえ（私立恵比寿中学担当） 他                                                            |
| 1月10日 | 俺の 3Bjr in 日本青年館(スタート) | 3B junior・新ユニット |
| 1月10日 | 俺のNEXT GIRLS                    | たこやきレインボー LAGOON 真山りか 葵わかな S★スパイシー 私立輝女学園音楽部 Le Lien F-girls（福岡営業所）                |
| 1月10日 | エビ中校長による俺らの酒場放浪記  | 私立恵比寿中学藤井校長 他                                                                                                |
| 1月11日 | 俺のザ・ベストテン                | ももいろクローバーZ 私立恵比寿中学 チームしゃちほこ たこやきレインボー                                                   |
| 1月12日 | 俺のエビしゃちライブ              | 私立恵比寿中学 チームしゃちほこ                                                                                          |

外部リンク
- ふじいとヨメの七日間戦争 - 公式イベントサイト

### 俺の藤井 2016 in さいたまスーパーアリーナ〜Tynamite!!〜
2016年1月8日・9日にさいたまスーパーアリーナで開催されたライブイベント。1日目の「第1回 ワンデイワールドリーグ戦」、2日目の「やっぱりライブ！スタフェス 〜2016〜」の2公演。
2016年5月25日にBlu-rayを発売した。
1日目の各ラウンド勝者
ばってん少女隊 - 3B junior（2連勝） - たこやきレインボー - チームしゃちほこ - 私立恵比寿中学 - ももいろクローバーZ（4連勝） - チームしゃちほこ（2連勝） - ももいろクローバーZ（最高王者）
未勝利：ときめき♡宣伝部、S★スパイシー
2日目メインステージ出演
ももいろクローバーZ - 1日目「第1回 ワンデイワールドリーグ戦」最高王者、2日目のトリ
私立恵比寿中学
チームしゃちほこ
たこやきレインボー
S★スパイシー
3B junior
ときめき♡宣伝部
ばってん少女隊
LAGOON
Le Lien
2日目サブステージ（ヤングライオンステージ）
出演：ばってん少女隊、ときめき♡宣伝部、S★スパイシー、3B junior、桜エビ〜ず、ちゃうちゃうわっちゃーズ（大阪営業所）、N-Twinkle TRIBE（名古屋営業所）、ちゅらりんA（沖縄営業所）、二代目いぎなり東北産（仙台営業所）
外部リンク
- 俺の藤井 2016 in さいたまスーパーアリーナ〜Tynamite!!〜 - 公式イベントサイト

### 俺のネクストガール2017 〜もちろん藤井〜
2017年1月7日・8日に品川ステラボール・Club eXの2会場で開催されたライブイベント。「なるほど Club eX」で優勝したいぎなり東北産が「やっぱり ステラボール」2日目にも出演した。
品川ステラボール
出演：たこやきレインボー、ときめき♡宣伝部、ばってん少女隊、ロッカジャポニカ
2日目のみステラボールにも出演：いぎなり東北産 - 「なるほど Club eX」で優勝して出場権を獲得
Club eX
出演：N-Twinkle TRIBE、奥澤村、さくちゃんとじぃじ、桜エビ〜ず、ちゃうちゃうわっちゃーズ、ちゅらりんA、はちみつロケット、いぎなり東北産、マジェスティックセブン、リーフシトロン
外部リンク
- 俺のネクストガール2017 〜もちろん藤井〜 - 公式イベントサイト

### 夏S 2018 ももクロトリビュート 〜みんなで10周年をお祝いしちゃうぞ！〜
2018年7月28日に埼玉・メットライフドームで開催されたライブイベント。STARDUST PLANETに所属する総勢12組が出演した。
Blu-rayが2019年3月27日にスターダストプラネットから発売された。
出演
- ももいろクローバーZ
- 私立恵比寿中学
- チームしゃちほこ
- たこやきレインボー
- ロッカジャポニカ
- ばってん少女隊
- ときめき♡宣伝部
- はちみつロケット
- 3B junior
- いぎなり東北産
- 桜エビ〜ず
- CROWN POP
- 夏Sオリジナルユニット
  - GIANTS HORSE
  - KAMOSHIKA
  - 七福みゅ〜ず
  - 耳ーズ
  - 歌馬之介
  - オリジナルユニットのメンバーについては#作品を参照
- オープニングアクト 佐々木彩夏プロデュースによる「ダンス上手いユニット」、メンバー：佐々木彩夏（ももいろクローバーZ）、春乃きいな（ばってん少女隊）、内山あみ（ロッカジャポニカ）、吉川ひより（ときめき♡宣伝部）、森青葉（はちみつロケット）、小島はな（3B junior）、桜井美里（桜エビ〜ず）、北美梨寧（いぎなり東北産）、三田美吹（CROWN POP）。

外部リンク
- 夏S 2018 ももクロトリビュート 〜みんなで10周年をお祝いしちゃうぞ！〜 - 公式イベントサイト

### 初S 2019
2019年1月14日にスターダストプラネット2019年新春ライブ「初S 2019」をZepp DiverCityで開催した。
出演は、たこやきレインボー、ロッカジャポニカ、ばってん少女隊、ときめき♡宣伝部、はちみつロケット、いぎなり東北産、桜エビ～ず、CROWN POP、アメフラっシの9組。オープニングアクトはDAN⇄JYO。
外部リンク
- 初S 2019 - H.I.Pイベントサイト

### 「ミューコミプラス」 presents スタプラアイドルフェスティバル〜今宵、シンデレラが決まる〜
2020年1月19日に横浜アリーナで開催されたライブイベント。
若手8グループの中からCROWN POPの三田美吹がシンデレラに選ばれた。
出演
- ももいろクローバーZ
- 私立恵比寿中学
- TEAM SHACHI
- たこやきレインボー
- ばってん少女隊
- ときめき♡宣伝部
- はちみつロケット
- アメフラっシ
- いぎなり東北産
- ukka
- CROWN POP
- B.O.L.T

外部リンク
- 「ミューコミプラス」 presents スタプラアイドルフェスティバル〜今宵、シンデレラが決まる〜 - ニッポン放送イベントサイト

### 「ミューコミVR」 presents スタプラアイドルフェスティバル〜今宵、2人目のシンデレラが決まる〜
2021年10月30日に横浜アリーナで開催されたライブイベント。2020年に続いて2回目の開催。
STARDUST PLANET所属のアイドルグループ全12グループが出演。若手8グループの中から「2人目のシンデレラ」を決める「シンデレラ投票」を実施した。先輩4グループは事前に話し合って決めた楽曲を披露した。
司会は吉田尚記（ニッポン放送アナウンサー、ミューコミVRのMC（一翔剣））と三田美吹（CROWN POP、1人目のシンデレラ）が務めた。
10月10日から17日にかけて、SHOWROOMにてシンデレラ決定戦参加メンバーによるリレー配信を実施した。
投票の結果、いぎなり東北産の橘花怜が2人目のシンデレラに選出された。
出演
- ももいろクローバーZ
- 私立恵比寿中学
- TEAM SHACHI
- たこやきレインボー - 1日限定復活
- ばってん少女隊
- 超ときめき♡宣伝部
- アメフラっシ
- いぎなり東北産
- ukka
- CROWN POP
- B.O.L.T
- Awww! - この公演をもって解散
- 浪江女子発組合

外部リンク
- 「ミューコミVR」 presents スタプラアイドルフェスティバル〜今宵、2人目のシンデレラが決まる〜 - ニッポン放送イベントサイト

### スタプラアイドルフェスティバル〜今宵、シンデレラグループが決まる〜powered by スタプラアイドルラジオ
2023年1月14日に横浜アリーナで開催されたライブイベント。2021年に続いて3回目の開催。
STARDUST PLANET所属の全アイドルグループが出演した。司会は吉田尚記（ニッポン放送アナウンサー）と、前回のシンデレラで『いぎなり東北産・橘花怜のスタプラアイドルラジオ』MCの橘花怜（いぎなり東北産）が務めた。
シンデレラグループを目指し全10種目の企画コーナーで競い合った。全種目終了時にいぎなり東北産と私立恵比寿中学が同ポイントで並んだため両グループの代表者によるジャンケン対決になり、桜ひなの（いぎなり東北産）が勝利した結果、いぎなり東北産がシンデレラグループに決まった。
シンデレラグループとなったいぎなり東北産は、当日深夜27時（1月15日午前3時）のニッポン放送『オールナイトニッポン0(ZERO) スタプラアイドルフェススペシャル』のパーソナリティーを生放送で担当した。
Blu-rayが2023年7月26日にスターダストプラネットから発売された。
出演
- ももいろクローバーZ
- 私立恵比寿中学
- TEAM SHACHI
- 超ときめき♡宣伝部
- ばってん少女隊
- AMEFURASSHI
- いぎなり東北産
- ukka
- CROWN POP
- B.O.L.T
- 播磨かな（浪江女子発組合）

企画コーナー
| 種目                                                | 優勝者                                                                        |
| --------------------------------------------------- | ----------------------------------------------------------------------------- |
| フリースローチャレンジ                              | 藤田愛理（CROWN POP）                                                         |
| モノボケチャレンジ                                  | 律月ひかる（いぎなり東北産） 秋本帆華（TEAM SHACHI）                          |
| 10秒CMチャレンジ                                    | 吉瀬真珠（いぎなり東北産）                                                    |
| 5曲MIX曲当てチャレンジ                              | 芹澤もあ（ukka） 田中咲帆（CROWN POP） 葉月結菜（いぎなり東北産）             |
| 大声チャレンジ                                      | 播磨かな                                                                      |
| アートチャレンジ                                    | 瀬田さくら（ばってん少女隊）                                                  |
| オリジナルダンスチャレンジ （審査員：ラッキィ池田） | 愛来（AMEFURASSHI）                                                           |
| けん玉チャレンジ                                    | 小島はな（AMEFURASSHI） 桜井えま（私立恵比寿中学） 安杜羽加（いぎなり東北産） |
| くじ引きチャレンジ                                  | 秋本帆華（TEAM SHACHI）                                                       |
| 全力ダッシュチャレンジ （ポイント3倍）              | 風見和香（私立恵比寿中学）                                                    |

外部リンク
- スタプラアイドルフェスティバル〜今宵、シンデレラグループが決まる〜powered by スタプラアイドルラジオ - ニッポン放送イベントサイト

### スタプラアイドルフェスティバル〜秋の新曲収穫祭〜
2023年10月29日に横浜アリーナで開催されたライブイベント。
第4回目となるスタプラアイドルフェスティバルは、全グループが初披露楽曲（もしくは新曲）を最低1曲は必ずパフォーマンスするというコンセプト（秋の新曲収穫祭）で行われた。MCは吉田尚記（ニッポン放送アナウンサー）。
2023年1月のスタプラフェスにてアートチャレンジで1位となった瀬田さくら考案のキャラクターが、スタプラフェスのグッズ（ペンライト）に採用された。
| 出演者                                                               | 主な新曲                                 |
| -------------------------------------------------------------------- | ---------------------------------------- |
| ももいろクローバーZ                                                  | ファッションセンターしまむらテーマソング |
| 私立恵比寿中学                                                       | BLUE DIZZINESS                           |
| TEAM SHACHI                                                          | 沸き曲                                   |
| 超ときめき♡宣伝部                                                    | きみと青春                               |
| ばってん少女隊                                                       | でんでらりゅーば!                        |
| AMEFURASSHI                                                          | SPIN                                     |
| いぎなり東北産                                                       | ゾンビソサエティー                       |
| ukka                                                                 | Rising dream                             |
| CROWN POP                                                            | 青春Bicycle                              |
| スペシャルゲスト 播磨かな＆内藤るなスペシャルユニット （KANA＆LUNA） | （バディ・フィルム）                     |
| オープニングアクト スタプラ研究生                                    | NAI                                      |

2023年11月3日にニッポン放送で『太田胃散 presents ニッポン放送ホリデースペシャル スタプラアイドルラジオ』が放送された。出演は、ももいろクローバーZ、三田美吹（CROWN POP）、桜木心菜（私立恵比寿中学）、芹澤もあ（ukka）、坂井仁香（超ときめき♡宣伝部）、吉田尚記アナウンサー（ニッポン放送）。
外部リンク
- スタプラアイドルフェスティバル〜秋の新曲収穫祭〜 - ニッポン放送イベントサイト

### STARDUST THE PARTY 2024
2024年11月22日、23日に横浜BUNTAIで開催されたライブイベント。22日は1部制、23日は2部制で開催された。
スターダストプロモーション第三事業部STAR PLANETのアイドルグループを中心に、Plough Musicなど他部署所属のグループも含め全14組総勢96名（うちオープニングアクト2組19名）が出演した。
23日の1部、2部はニコニコ生放送で生配信が実施された。視聴数も合わせ3公演で延べ約5万人を動員した。
出演（各グループの並び順は公式イベントサイト準拠）
- 私立恵比寿中学
- TEAM SHACHI
- 超ときめき♡宣伝部
- ばってん少女隊
- いぎなり東北産
- AMEFURASSHI
- ukka
- 浪江女子発組合
- 三田美吹
- MISS MERCY
- ONE LOVE ONE HEART[注 45]
- BREAK TIME GIRLS
- Always Loveyou（オープニングアクト）
- スタプラ研究生（オープニングアクト）

各公演のサブタイトル
- 11月22日「〜最上級にみんな♡なかよし：あっぱれ どうぶつの林〜」
- 11月23日 1部「〜沼れ！スタダソング：スタパ的MBTI診断〜」 - ニコニコ生放送で生配信（一部プレミアム会員限定）[89]
- 11月23日 2部「〜THIS IS #スタパ：学年別歌合戦！〜」 - ニコニコ生放送で生配信（一部ニコドルチャンネル会員限定）[90]

外部リンク
- STARDUST THE PARTY 2024 - 公式イベントサイト

## スタコミュ
スタコミュは、STAR PLANET（旧 STARDUST PLANET）公式動画配信サービス。2021年12月にスタート、スタプラ公式アプリ（Android / iOS）やWEBでサービス提供されている。公式Twitterアカウントがある。
ローカリズムスイーツ部
2022年3月17日にスタコミュ内にて部活説明会を開催
部長：律月ひかる（いぎなり東北産）
部員：秋本帆華、坂本遥奈（TEAM SHACHI）、希山愛（ばってん少女隊）、安杜羽加（いぎなり東北産）
もちもちくらぶ
2022年3月22日発足。部長：藤田愛理、会長：田中咲帆（CROWN POP）。

### スタコミュAWARD
スタコミュ配信の中から賞を選出する「スタコミュAWARD」が毎年開催されている。

#### 第1回スタコミュAWARD
スタコミュのサービス開始から1周年を記念して「第1回スタコミュAWARD」が2023年に開催された。
2023年3月6日、ABEMA SPECIAL 2チャンネルにて表彰式企画『第1回スタコミュAWARD 〜初の栄冠は誰の手に!?〜』が生配信された。司会はYouTube番組『柚姫の部屋』でおなじみの大黒柚姫（TEAM SHACHI）と瀬戸口俊介が務めた。ゲストとして辻野かなみ（超ときめき♡宣伝部）が出演した。
最多配信部門
1年間で最も多く配信したメンバーに贈られる賞
最優秀賞：藤田愛理（CROWN POP）
ノミネート：播磨かな（浪江女子発組合）、市川優月（AMEFURASSHI）
ベストクリエイター部門
1年間で最も企画性の高い配信をしたメンバーに贈られる賞
最優秀賞：瀬田さくら（ばってん少女隊） - スタプラアイドルの乱入を待つ「凸待ち配信」
ノミネート：結城りな（ukka）、大黒柚姫（TEAM SHACHI）
ベストクセスゴ部門
1年間で最も独特な配信をしたメンバーに贈られる賞
最優秀賞：藤谷美海（いぎなり東北産） - 藤谷ワールド全開で、笑いに貪欲なボケを盛りだくさん
ノミネート：桜木心菜（私立恵比寿中学）、咲良菜緒（TEAM SHACHI）
ベストコラボ部門
1年間で最も印象的だったコラボ配信をしたペアに贈られる賞
最優秀賞：市川優月（AMEFURASSHI）＆藤田愛理（CROWN POP） - 話し出したら止まらない、阿吽の呼吸の仲良しコンビ
ノミネート：高井千帆（B.O.L.T）＆上田理子（ばってん少女隊）

#### 第2回スタコミュAWARD
2022年12月頃から2023年12月頃までのスタコミュ配信を対象にした『第2回スタコミュAWARD』が2024年に開催された。
2024年7月30日、ABEMA SPECIAL 2チャンネルにて表彰式企画「第2回スタコミュAWARD 〜あなたの一票で次のヒロインが決まる!!〜」が生配信された。第1回スタコミュAWARDと同様に大黒柚姫（TEAM SHACHI）と瀬戸口俊介が司会を務めた。ゲストとして佐々木彩夏（ももいろクローバーZ）が出演した。
各部門について、事前にノミネートされた3人が発表されており、その中から「事前投票」と番組配信中に行われた「リアルタイム投票」により最優秀賞が決定した。
最多配信部門
1年間で最も多く配信したメンバーに贈られる賞
最優秀賞：藤田愛理（CROWN POP）
ノミネート：雪月心愛（CROWN POP）、市川優月（AMEFURASSHI）
ベストクリエイター部門
1年間で最も企画性の高い配信をしたメンバーに贈られる賞
最優秀賞：田中咲帆（CROWN POP）
ノミネート：真山りか（私立恵比寿中学）、鈴木萌花（AMEFURASSHI）
ベストクセスゴ部門
1年間で最も独特な配信をしたメンバーに贈られる賞
最優秀賞：桜木心菜（私立恵比寿中学）
ノミネート：小島はな（AMEFURASSHI）、藤谷美海（いぎなり東北産）
スタコミュスタッフから推され部門
スタコミュ運営スタッフが独断と偏見で選出したメンバーに贈られる賞
最優秀賞：仲村悠菜（私立恵比寿中学）
ノミネート：結城りな（ukka）、芹澤もあ（ukka）

#### 第3回スタコミュAWARD
2024年のスタコミュ配信を対象にした『第3回スタコミュAWARD』が2025年に開催された。
2025年7月7日、ABEMA SPECIAL 2チャンネルにて表彰式企画『第3回スタコミュAWARD』が生配信された。MCを、大黒柚姫（TEAM SHACHI）、市川優月（AMEFURASSHI）、瀬戸口俊介の3名が務めた。
最多配信部門
最優秀賞：咲良菜緒（TEAM SHACHI）
ノミネート：内藤るな（LumiUnion）、結城りな（ukka）
ベストクリエイター部門
最優秀賞：雪月心愛（LumiUnion）
ノミネート：風見和香（私立恵比寿中学）、葵るり（ukka）
ベストクセスゴ部門
最優秀賞：秋本帆華（TEAM SHACHI）
ノミネート：仲村悠菜（私立恵比寿中学）、宮沢友（ukka）
スタコミュスタッフから推され部門
最優秀賞：小久保柚乃（私立恵比寿中学）
ノミネート：坂本遥奈（TEAM SHACHI）、LumiUnion
最多配信部門 特別賞
市川優月（AMEFURASSHI） - 『第3回スタコミュAWARD』MCに抜擢
スタコミュスタッフから推され部門 特別賞
原田麻衣（スタプラ研究生） - スタコミュ投稿数No.1

### スタプロ
スタプロ（スタコミュプロデュースコレクション）は、STAR PLANET所属メンバーのデジタルトレカを集めて、自分だけのユニットをプロデュースするスマートフォン対応ゲームである。

## やかんとアイドル
『やかんとアイドル』は、STAR PLANET（旧 STARDUST PLANET）のアイドルらが出演しているYouTubeチャンネルである。
「スターダスト本社で働くやかんに芽生えた人格。彼の願いは『おいしいお茶を淹れるのでアイドルさんとお話させてください』。給湯室（キュートーしつ）生まれの「やかん君」がキュートなアイドルの魅力にせまります！」と説明している。
TwitterアカウントとTikTokアカウントがある。

### 東京やかんランド
やかんとアイドルのイベント「東京やかんランド」を開催している。
東京やかんランド vol.1
2023年3月2日、原宿RUIDO
出演：葵るり（ukka）、小島はな（AMEFURASSHI）、田中咲帆、藤田愛理、雪月心愛（CROWN POPから3名）、根岸可蓮
東京やかんランド vol.2
2023年6月6日、原宿RUIDO
出演：安杜羽加（いぎなり東北産）、葵るり（ukka）、小島はな（AMEFURASSHI）、里菜、田中咲帆（CROWN POPから2名）、内藤るな、播磨かな、春名真依、花音（九州女子翼）
東京やかんランド vol.3「鶯谷のばら」
2023年9月6日、東京キネマ倶楽部
出演：藤谷美海、安杜羽加（いぎなり東北産から2名）、三田美吹（CROWN POP）、絹井愛佳（C;ON）、大黒柚姫（TEAM SHACHI）、村星りじゅ（ukka）、内藤るな、春名真依、播磨かな、堀くるみ、彩羽真矢
東京やかんランド vol.4「新星組〜幕末薬缶見廻隊〜」（しんせいぐみ ばくまつやかんみまわりたい）
2023年12月5日、KANDA SQUARE HALL（2部制）
出演：桜井えま、仲村悠菜（私立恵比寿中学から2名）、坂本遥奈、大黒柚姫（TEAM SHACHIから2名）、堀くるみ、結城りな（ukka）、北美梨寧（いぎなり東北産）、里菜（CROWN POP）、葉月智子、高井千帆、森青葉、花音（九州女子翼）

## 無限会社スタプラ
無限会社スタプラ（むげんがいしゃスタプラ）は、スターダストプロモーションの女性アイドルセクション「STAR PLANET」（旧 STARDUST PLANET）（通称：スタプラ）がニッポン中の企業・団体とNO RULEにコラボレーションするというプロジェクトである。ももいろクローバーZの15周年記念事業として立ち上がったプロジェクトNO RULE PARTNERSHIPがスタプラ全体のプロジェクトとして無限会社スタプラに拡張された。スタプラに所属する全アイドル69名(2024年4月1日時点)が参加し、⽇本全国の企業・団体・お店の課題解決をお⼿伝いしながら、エンターテイメントの無限の可能性を拡げていくことを⽬指している。
2024年4月1日よりプロジェクトが開始され、スタプラメンバー11組69名勢揃いで「スターダストプラネット 新プロジェクト記者発表会」が行われた。5月18日よりコラボレーションの応募受付が開始される予定であると告知された。
無限会社スタプラの第1弾施策として2024年4月1日から9月30日まで毎週月曜21時54分から22時00分にフジテレビ（関東ローカル）にて日本郵政グループ一社提供のミニ番組『サクッと!エクササイズ スタプラ』が放送された。STARDUST PLANET（スターダストプラネット）（現 STAR PLANET）としては地上波テレビにおける初の冠番組となった。
2024年5月18日よりコラボレーションの応募受付が開始され、社員（スタプラ所属アイドル11グループ69名）プロフィールが公開された。
2024年6月2日から偶数月第1日曜日にTOKYO MXにて佐々木彩夏（ももいろクローバーZ）と超ときめき♡宣伝部がコラボするミニ番組『ももフラ+ NO RULE コラボ』が開始された。当番組は「NO RULE PARTNERSHIP 事務局」が企画協力している。